# Tourangeaux
Pour les articles homonymes, voir Tourangeau.
Les Tourangeaux sont les habitants de la Touraine, ancienne province française disparue en 1790. Son territoire correspond à peu près au département d'Indre-et-Loire dans lequel ses habitants sont, entre autres, appelés Tourangeaux. La population tourangelle, qui représente 606 223 individus en 2016, est également une part du peuple français.

## Ethnonymie
L'appellatif Tourangeaux apparait sous sa forme actuelle au minimum dès 1579 et désigne les habitants de la Touraine ainsi que ceux de Tours, capitale historique de cette province. Il serait issu de Turones, une peuplade gauloise qui vivait dans un territoire devenu entre autres la Touraine.
Plus récemment (après 1789), il est utilisé de manière non officielle pour désigner les habitants du département d'Indre-et-Loire, qui sont autrement appelés Indroligériens et Indréloiriens.

## Anthropologie et ethnologie
Les Tourangeaux ont pour ancêtres les Turons.
Pour la première moitié du XIXe siècle, selon l'historien M. Chalmel, l'esprit actif et entreprenant qui produit les succès et les fortunes manque à l'habitant du département d'Indre-et-Loire. Modéré dans ses goûts, exempt de passions fortes, rarement stimulé par ce sentiment ambitieux qui porte aux grandes entreprises, il s'arrête au point où commence pour lui une aisance honnête et les exceptions en ce genre ne sont pas très communes. Il est d'ailleurs d'un caractère doux, affable, prévenant, quoique naturellement un peu frondeur. Né avec beaucoup d'esprit, il néglige peut-être trop de le cultiver et de remplacer par des connaissances positives ce qui lui manque en imagination. 
Toujours d'après cet historien, si la Touraine a produit des hommes recommandables dans les lettres et dans les arts, il en est fort peu dont les ouvrages aient été marqués au coin du génie. L'esprit, les mœurs, le caractère, tout en général y porte l'empreinte douce et molle du climat. Il ne sera donc pas surprenant qu'en 1828 elle n'ait encore offert aucun poète, dans la rigoureuse acception de ce mot, c'est-à-dire réunissant la verve et l'invention, sans même excepter Racan. Un fait assez remarquable, c'est que les meilleurs poètes nés sous son climat sont des poètes latins, tels que Rapin, Commire, etc. En citant ce passage, Abel Hugo pense que l'historien tourangeau a été sévère pour ses compatriotes. Le pays qui a produit autrefois Rabelais et Descartes, celui qui a fourni à la jeune littérature Alfred de Vigny et Balzac méritait, à son avis, d'être mieux traité.
Ce que dit Chalmel, du caractère doux et facile des habitants du pays, est confirmé par les opinions de divers observateurs. On s'accorde à trouver que le Tasse, dans la strophe ci-après de sa Jérusalem, a bien représenté le caractère des peuples des bords de la Loire et de l'Indre : Quoique couvert d'armures où le fer brille, ce n'est point un peuple robuste et dur aux fatigues. La terre d'où il vient, molle, agréable, délicieuse, produit des habitants qui lui sont semblables. Impétueux au début d'une bataille, leur élan bientôt se ralentit, languit et s'arrête.
En 1826, selon Alfred de Vigny, les Tourangeaux sont simples comme leur vie, doux comme l’air qu’ils respirent et forts comme le sol puissant qu’ils fertilisent. On ne voit sur leurs traits bruns ni la froide immobilité du Nord, ni la vivacité grimacière du Midi. Leur visage a, comme leur caractère, quelque chose de la candeur du vrai peuple de Saint Louis ; leurs cheveux châtains sont encore longs et arrondis autour des oreilles comme les statues de pierre des anciens rois de France ; leur langage est le plus pur français, sans lenteur, sans vitesse et sans accent. Concernant ce dernier point, Abel hugo mentionne le long séjour que la cour des rois de France a fait sur les bords de la Loire, celui-ci a complètement popularisé la langue nationale et, de par le fait, on y parle français purement et sans accent en 1835.

## Costumes
Le costume des habitants des campagnes n'offre rien de particulier en 1835 à l'exception de quelques coiffures plus ou moins spécifiques adoptées par les jeunes coquettes des villages des bords de la Loire.

## Migrations et diaspora
En 1932, les Berrichons, Angevins et Tourangeaux représentent ensemble un total de 72 700 personnes habitant la ville de Paris.